# نبرد چیانگ
نبرد قلعه چی یانگ، نخستین اقدام نظامی امپراتور مونجامیونگ علیه بکجه بود که در آن نیروهای گوگوریو با باکجه و متحدش شیلا درگیر شدند،نتیجه این جنگ باعث شد تا گوگوریو در استراتژی خود تغییراتی انجام دهد که منجر به نبرد اوسان‌سونگ شد.

## شرح نبرد
در اوت سال ۴۹۵ میلادی، نیروهای گوگوریو به قلعه چی‌یانگ بکجه حمله کرده و آن را محاصره کردند. بکجه که تحت فشار شدید قرار گرفته بود و محاصره قلعه در حال فروپاشی کامل بود،از متحد خود شیلا درخواست کمک کرد. پادشاه سوجی از شیلا به این درخواست پاسخ داد و ژنرال دئوکجی را به همراه نیروهای کمکی برای یاری بکجه اعزام کرد.
با رسیدن نیروهای کمکی شیلا، ارتش گوگوریو که قلعه چی‌یانگ را محاصره کرده بود، با مقاومت شدید نیروهای متحد باکجه و شیلا مواجه شد و در نهایت شکست خورده و مجبور به عقب‌نشینی شد. پادشاه دونگ‌سونگ از بکجه پس از این پیروزی، سفیری به شیلا فرستاد تا از کمک آنها قدردانی کند.
این شکست باعث شد تا گوگوریو استراتژی حملات خود به جنوب را با توجه به اتحاد دو کشور تغییر دهد.